# Amfiteatern i Pula

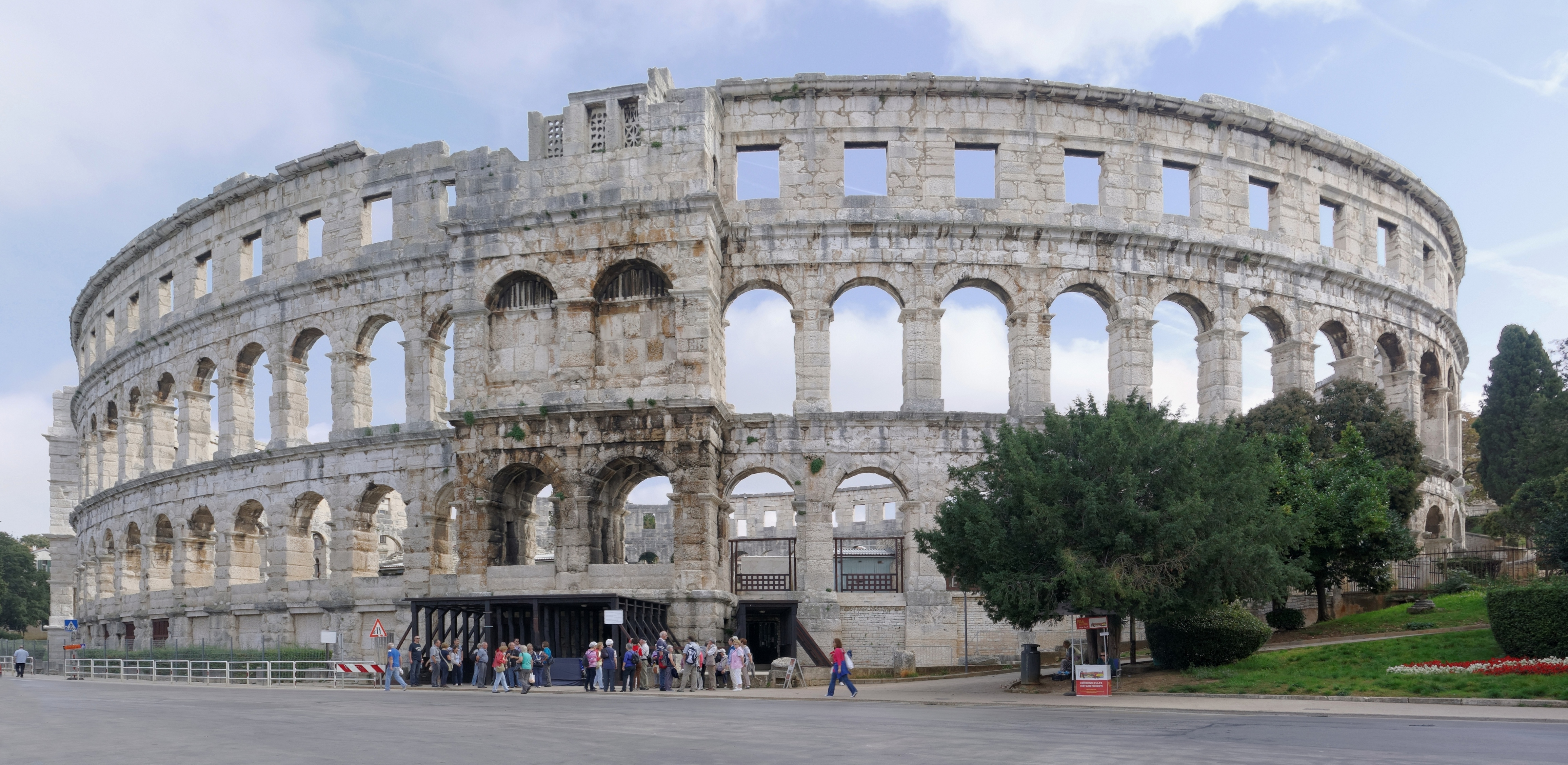
Amfiteatern i Pula.

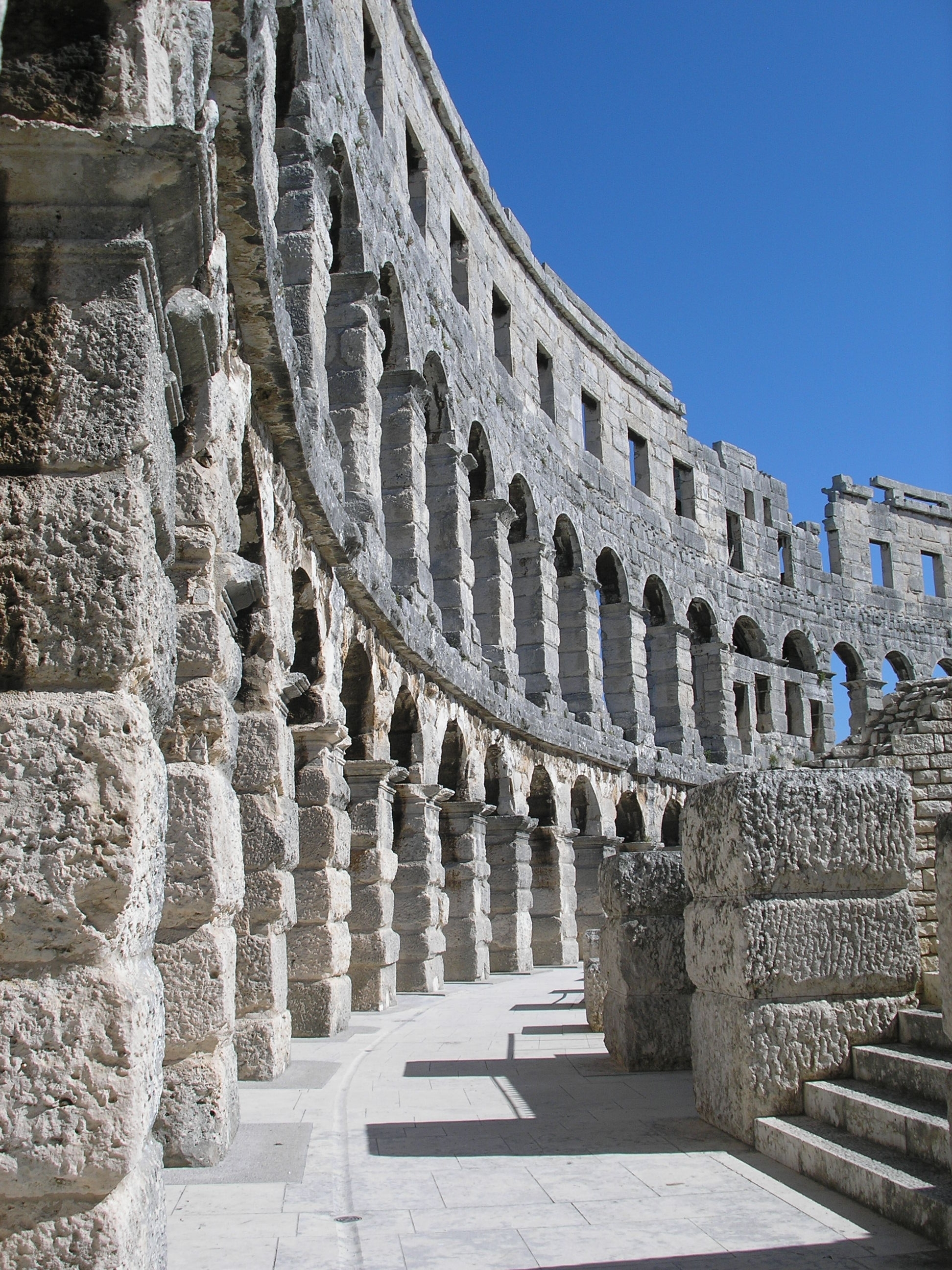
Teatern från insidan.

Amfiteatern i Pula eller bara Arena är en amfiteater i staden Pula i Kroatien. Arena byggdes under det första århundradet efter Kristus och är den bäst bevarade amfiteatern från antiken. Arena är den sjätte största amfiteatern i ordningen i världen.
Arbetet påbörjades under kejsare Augustus mellan år 2 och 14, och avslutades under kejsare Titus år 81. Under hela dess existens har den använts för ett flertal olika ändamål, om än i olika omfattningar. Under antiken användes Arena till gladiatorspel och under medeltiden anordnades riddarturneringar. Idag används Arena varje sommarsäsong för flera ändamål. Konserter, operor, teater och baletter med såväl internationella artister och uppsättningar och populära kroatiska artister. Arena är även hem för den årliga filmfestivalen i Pula som startades 1953.